# ジンバブエの音楽

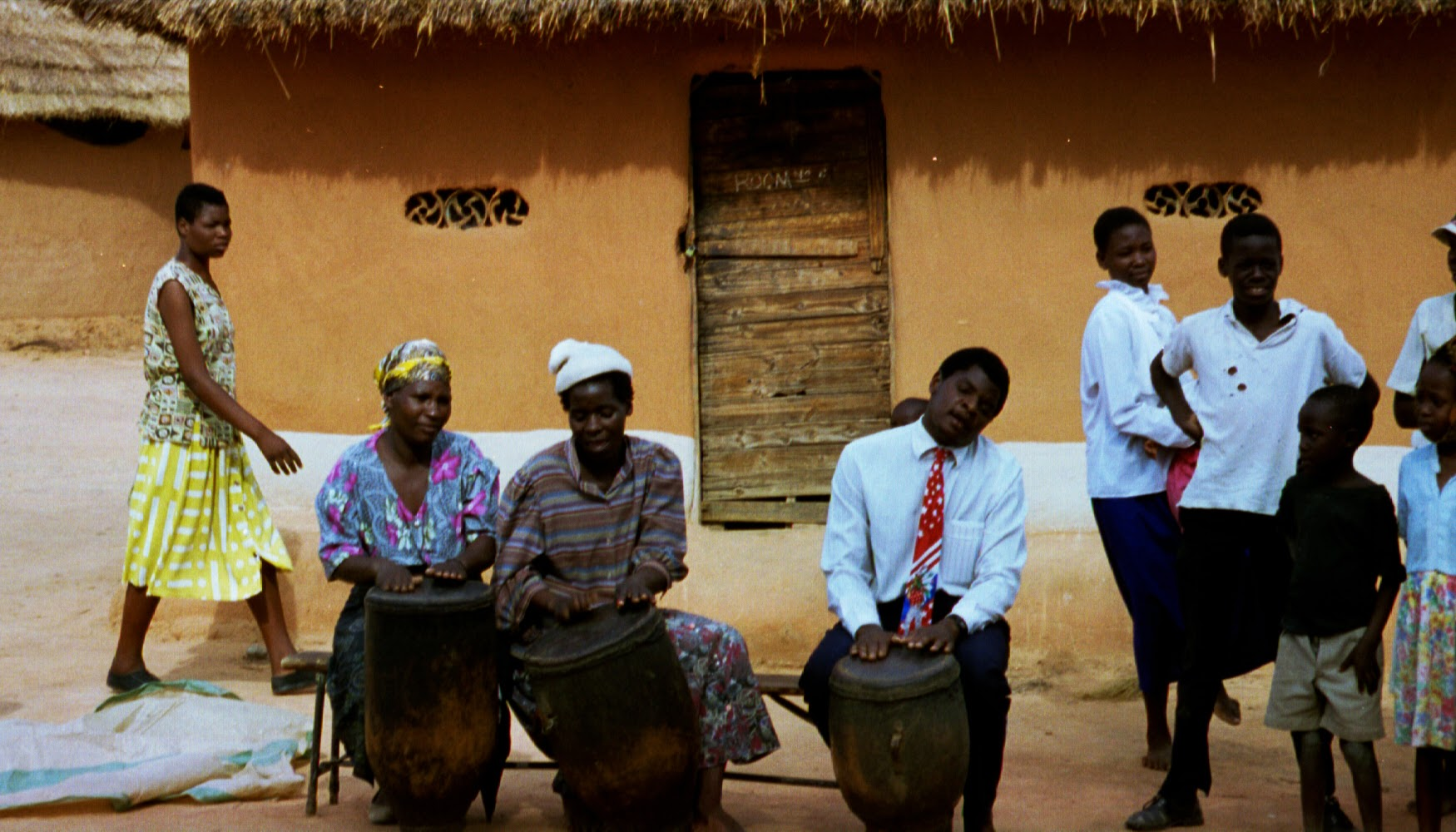
ジンバブエのンゴマ・ドラム

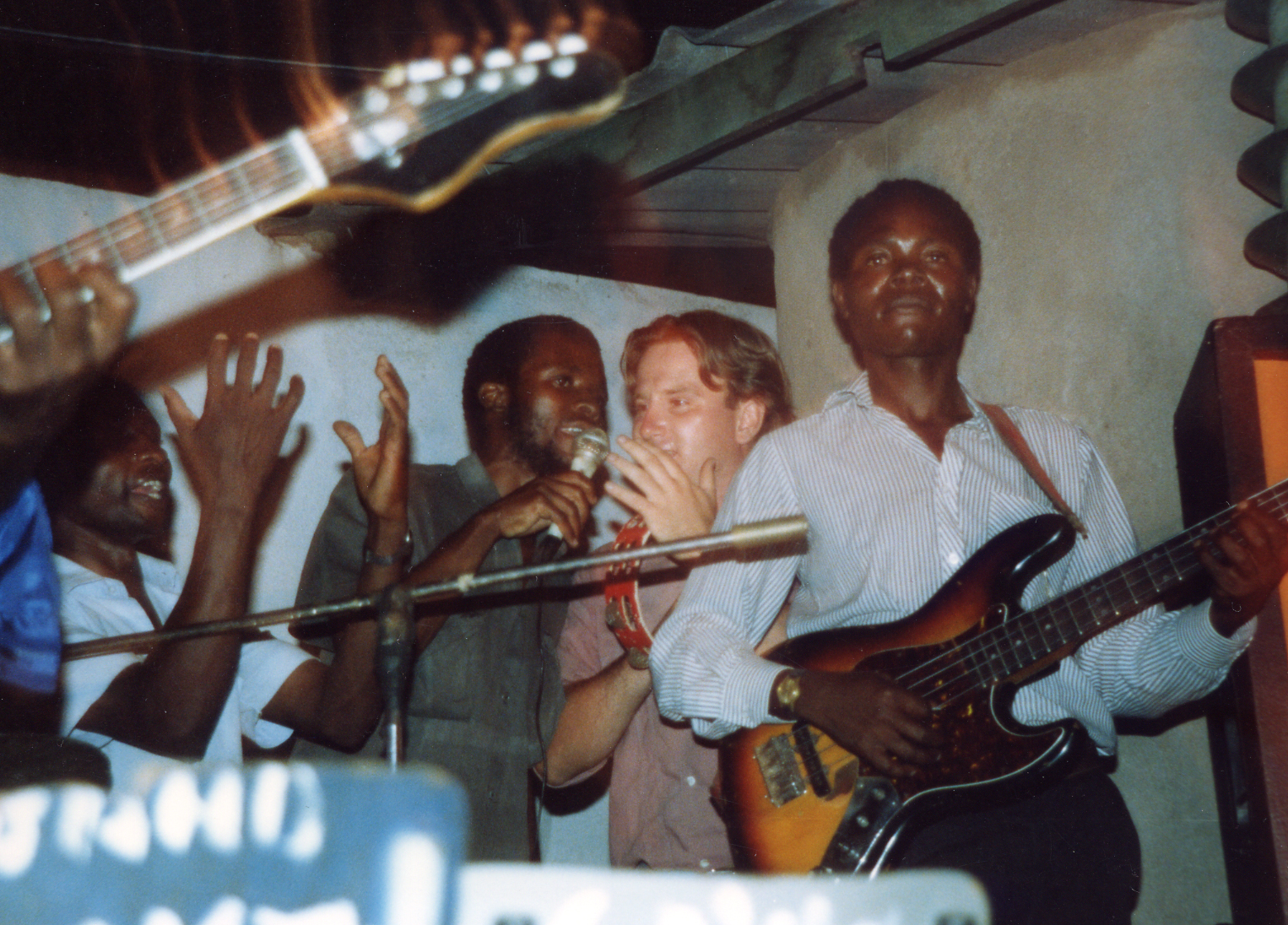
ジンバブエのポップミュージックを演奏するミュージシャン、ムベレンガ、2005

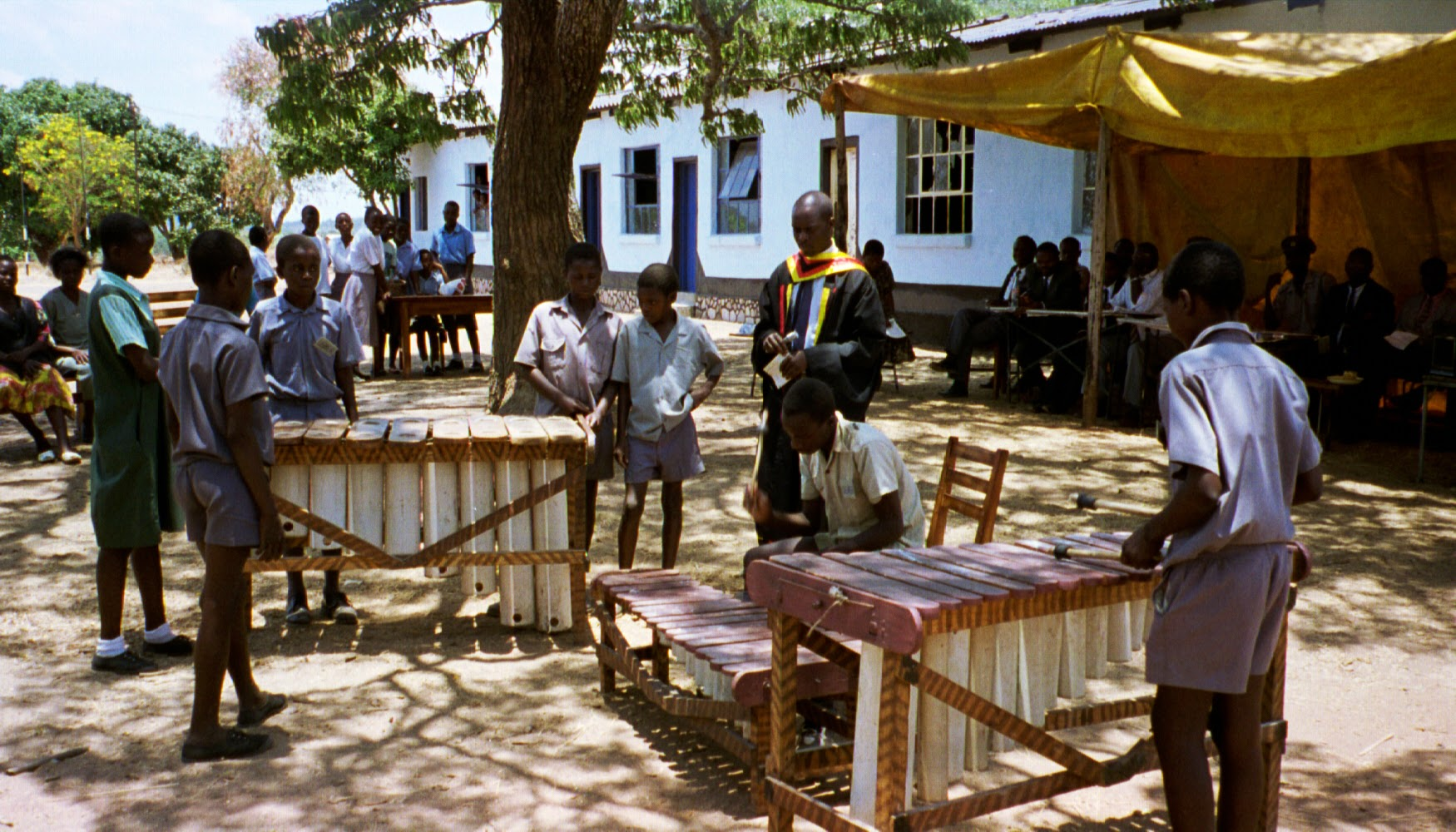
マリンバを演奏するジンバブエの小学生

ジンバブエの音楽（ジンバブエのおんがく、Music of Zimbabwe）は、ローデシアからの独立を目指すジンバブエ人の希望の象徴として、フォークやポップ・スタイルの音楽が使用された音楽。このため、彼らの音楽は単純なリズム以上のものを象徴している。
ムビラ、ンゴマ・ドラム、ホショ（オショ）などの楽器の使用に大きく依存している。

## 解説
音楽はジンバブエの歴史において重要な役割を果たしてきた。祖先の霊を呼ぶために使用された伝統的なビラの儀式での重要な役割から、独立闘争中に歌で抗議するためのプロテスト・ソングまである。ジンバブエのコミュニティは、抑圧への抵抗を表明するために音楽を使用した。これは、反撃に利用できる唯一の武器の1つであった。80年代、ジンバブエの音楽は、SunguraやJitなどのジャンルのおかげで、アフリカ音楽シーンの中心にあった。しかし、いくつかのパフォーマーは、国営テレビとラジオによって禁止され、いくつかの音楽会場が閉鎖された。

## 音楽のジャンル

### サングラ
サングラ（Sungura）はジンバブエで最も人気のある音楽ジャンルである。それは、地域のアイデンティティが形成されていた1953年に登場した。これは、ジンバブエの音楽産業のローカル・ジャンルである。 サングラの音楽は1980年代初頭に人気を博し、フロントマンのエフライム・ジョーと彼のバンド、サングラ・ボーイズによって開拓され、多くの著名な将来のヒットメーカーがメンバーとして数えられた。彼らの役割には、ジョン・チバドゥラ (ギター)、サイモン・チンベツ(ギターとボーカル)、ナイソン・チンベツ、ロニー・チャタイカ、マイケル・ジャンボ (ドラム)、エフライム・ジョー (ギター)、モーゼス・マラシャ (ベース)、ネバー・モヨ (リード・ギター)、バタ・シンフィリオ(リズム・ギター) 、 システム・タズヴィダ (ギターとボーカル)、ピーター・モヨ (ギターとボーカル)が含まれていた。
キアマ・ボーイズは、80・年代半ばにサングラ・ボーイズが解散した後、自然にサングラ・ボーイズの後継者として登場した。メンバーには、システム・タズヴィダ (リズムギター)、ニコラス・ザチャリア (リードギター)、アリック・マチェソ (ベース)、シラス・チャカンユカ (ドラム)、ザチャリア・ザカリア (サブ・リズム・ギター) が含まれる。これらのアーティストの多くは、自身のバンドで成功したキャリアを築いてきたが、ニコラス・ザチャリアはバンドのリーダーとして残り、2008年現在も活動を続けている。

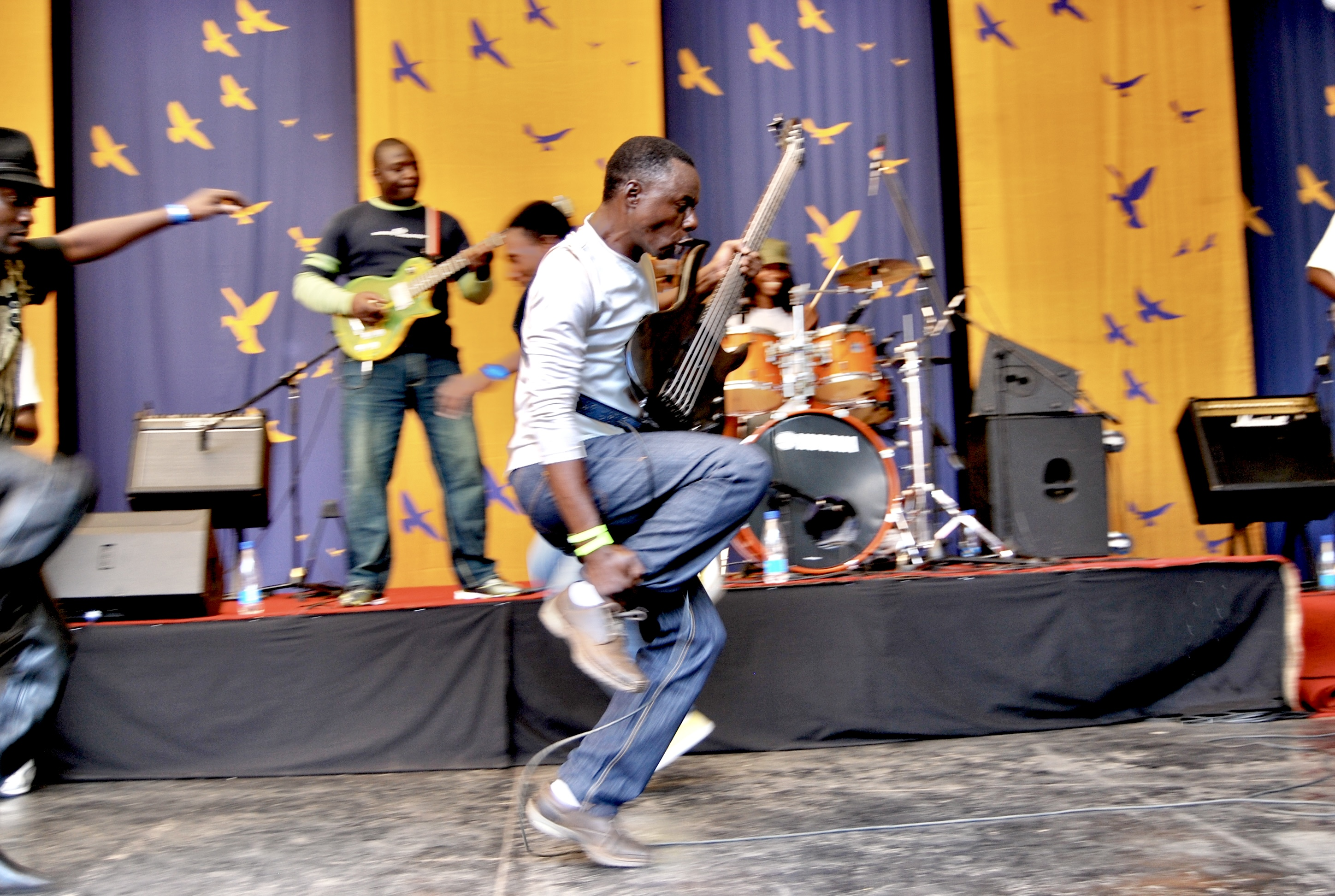
2012年に演奏するアリック・マッチェソ

ロマンチックなバラードと影響力のあるサングラ・ギター・メロディー (リード、リズム、ベースで構成される) で、80年代後半に彼を人気者にしたジェームズ・チモンベ。
90年代は、レナード・デンボ、快活なキアマ・ボーイズ、ベテランのサイモン・チンベツ、そして新進気鋭のアーティスト、アリック・マチェソ、トンガイ・モヨ、ソマンドラ・ヌデベレなどのミュージシャンによって支配されていた。10 年のスターはレナード・ザカタで、彼の音楽プロジェクトはダブルプレイのスピンオフであった。マウングウェ・ブラザーズ、ザカタと彼のいとこであるトーマス・マキオンが率いるバンド。 2000年から現在までの10年間は、この10年間で最もサングラの2人のミュージシャン、アリック・マチェソとトンガイ・モヨの間でサングラの王権をめぐる争いが特徴的であった。セールス、ツアー、コンサートへの出席者を圧倒し、ショーやいくつかの録音された資料でのアーティストによるやじと逆やじは、現在の確執が終わったわけではないことの強力な証拠である。
この10年間に登場する他のアーティストには、ジョセフ・ガラカラ、ギフト・アミュリ、ハワード・ピンジシ、ダイトン・ソマンジェなどが存在する。そして最近では、アリック・マチェソが彼のダンス・ゾラー・バターで人気を博している。
システム・タズビダ、サイモン・チンベツ、ジョンチバデュラ、レオナード・デンボ、トーマス・マキオンは全員死亡した。トラップ・サングラと呼ばれるサングラの新しい波が、 タント・ウェイビーに支えられてジンバブエで出現したことも注目に値する。

### インブベ
インブベは、技術的にはまだローデシア文化の一部であったジンバブエ人によって作成された。このジャンルはアカペラ・スタイルの男性歌手で構成されており、独特の楽器を中心に形成された当時の典型的な音楽のほとんどとは異なる。この期間中、ジンバブエの男性の多くは鉱山で長時間働いた。彼らは時間を過ごす手段として一緒に歌ってインブベを結成した。洞窟から聞こえてくる歌声が反響して質が向上し、男性はこれらの幸せな曲を歌い続けることができた。時折、鉱山労働者は社会正義の歌を歌ったが、大多数は一般的に幸せで、娯楽として使用されていた。

### ジット
ハラレ・ビートとも呼ばれるジットは、エレクトリック・ギター主導のポップスの総称であり、ニュー・ブラック・イーグルスやフォー・ブラザーズ(英国のラジオDJジョン・ピールが「世界でも最高のライブ・バンド」と評したバンド) などの人気グループが含まれる。国際的には、ビュンデュ・ボーイズは最も有名なジットパフォーマーであり、数多くのアメリカ人やイギリス人のミュージシャンと仕事をしてきた。最近の注目すべきジットサウンドのバンドは、伝統的なジットとファンク・サウンドを融合させた ネホレカであり、モコンバとQ・モンタナもいる。 1990年の映画『ジット』はこのスタイルにちなんで名付けられた。

### アフロジャズ（ジンバブエジャズ）
アフロ・ジャズとしても知られるジンバブエ・ジャズは、前世紀にわたってアフリカ南部で発展したタウンシップ・リズムのスタイルに影響を受けたジンバブエの音楽である。アフリカ南部のペニーホイッスルをベースにしたストリート・ミュージックで、ジャジーな土台と独特のスキッフルのようなビートを備えたクウェラとの類似点をたどることもできる。それはまた、アフリカの伝統に深く根ざし、アメリカのジャズ、ラグタイム、ブルースと音楽的なつながりを持つキーボード・スタイル (多くの場合、安価なペダル・オルガンを使用する) に付けられた名前であるマラビとも密接に関連している。初期のマラビ・ミュージシャンは地下音楽文化の一部であり、通常は録音されない。1940年代初頭のそのようなアーティストの例は、 スコキアーンで有名なオーガスト・ムサルルワである。この音楽は発展を続けており、この音楽の特徴は孫のプリンス・クダクワシェ・ムサルルワの作品に見ることができる。
パカラ・ペイェ・センターは、2004年にアフロ ジャズ・ミュージシャンのオリバー・ムクツジによって設立されて以来、ジンバブエのジャズを若いミュージシャンに広めるために活動してきた 。

### チムレンガ・ミュージック
チムレンガ・ミュージックは、トーマス・マプフモによって開発されたジャンルであり、ショナ語で闘争を意味する言葉にちなんで名付けられた。マプフモと彼のバンドであるザ・ブラックス・ユナイデッドは、伝統的なムビラ音楽に基づいた音楽スタイルを開発したが、社会的および政治的な解説を特徴とする歌詞を使用して、現代の電子楽器で演奏した。マプフモの音楽は、イアン・スミスのローデシア政府を批判する「解放戦争の道具」だったが、独立後、ロバート・ムガベのジンバブエ政府の認識された腐敗と不適切な管理について発言するようになった。

### トゥク・ミュージック
トゥク・ムツクジは多作なミュージシャンで、『ジット』などの映画にも出演した。彼は多くのスタイルで演奏し、鋭い歌詞で知られていた。たとえば、彼はポール・マタヴィアのヒット曲「ヤカウヤ・エイズ・イリコ」に続いて、ジンバブエでエイズについての2番目の曲を書いた。

### ジムダンスホール

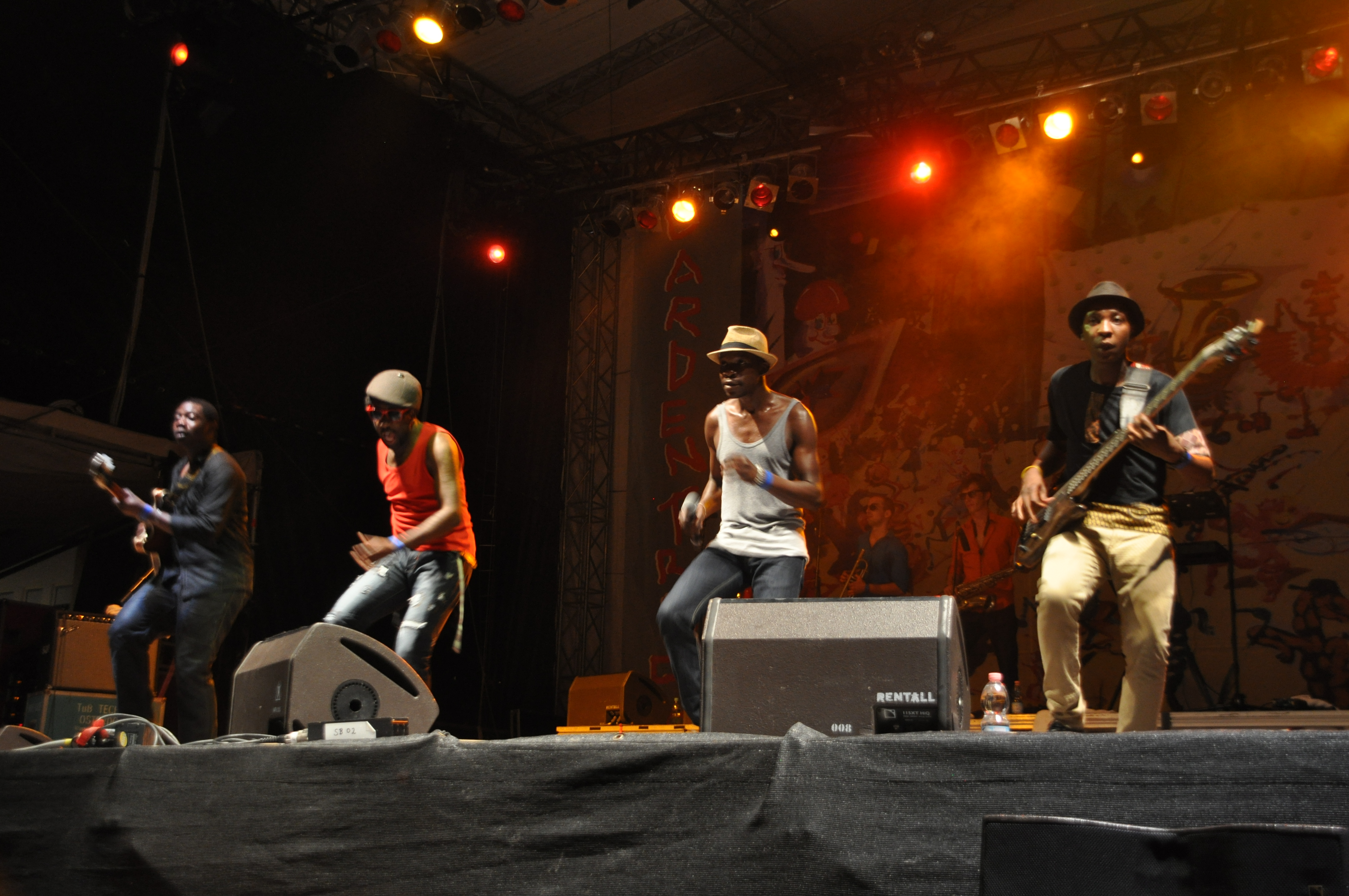
ドイツのニュルンベルクで開催された音楽祭 "Bardentreffen" 2013 での Mokoomba

ジムダンスホールは、ジャマイカのダンスホール音楽に影響を受けたジンバブエの音楽で、マンゴマとしても知られている。ジンバブエ内の起源ジムダンスホールについて頻繁に議論がある。

### ルンバ
アフリカのルンバ、または「スーコス」は、主にコンゴ民主共和国に関連しているが、その人気は、サイモン・チンベツやレナード・カリコガ・ザカタなどのミュージシャンのジンバブエ独自のルンバのブランドに影響を与えた。ソーコスは、 ザ・ラン・ファミリーなどの他のアーティストに影響を与えてきた。

### ゴスペル
ゴスペル音楽は、1980年代後半にジンバブエで人気を博した。ジョナサン・ウタウナシェは、「ジンバブエ初の真のゴスペルスター」と評されている。このジャンルの他のミュージシャンには、ジョーダン・チャタイカ、フリーダム・センワヨ、メカニック・マニュエルケ、ブライアン・シバロが含まれる。
1990年代初頭には、アイビー・コンボのような新しいゴスペル・スターが台頭した。EGEA・ゴスペル・トレインのモヨとキャロル・ムジョコロは、1993年にデビュー・アルバム『ムフジ・ワング』をリリースし、「Be Thou My Vision、「Ndotarisa Kumakomo」、「Utiziro」などのトラックを収録している。二人はソロの音楽キャリアを成功させ、それぞれデビューソロアルバムとして『Ndaidziwanepi Nyasha』と『Ropa RaJesu』をリリースした。
90年代半ばから登場したゴスペル・アーティストには、パスター・ハイサ (ローレンス・ハイサ) 、ブラザー・サム(ヒット曲「Makanaka Jesu」と「Cherechedza」)、 エリアス・ムサワ、リタ・ションヒワ、ゴスペル・トランペットのロゼ・オブ・シャロン、シンギサイ・スルマが含まれる。 21世紀初頭にヒット曲「Mirira Mangwanani」で人気を博した。彼女は90年代に最初に録音した。
90 年代後半、新進気鋭のアーティスト、チャールズ・チャランバの人気が高まり、現在ではゴスペルの販売記録を保持している。彼の音楽は、21世紀の最初の10年間に人気を博した。
21世紀初頭には、多くのゴスペル・アーティストもレコーディングを行ったが、実際にスターダムにのし上がったのはわずかである。これらには、現在の時代で最も支配的な女性ゴスペル・ミュージシャンになったフンギサイ・ズヴァカヴァパノ - マッシャヴァヴ、スタンリー・グワンズラ(パスター・ジー)、クッザイ・ニャクデャ、 ヴァバチ・ヴァジェホヴァーやシャワー・パワーなどのアカペラ衣装のゴスペルが含まれる。

## 楽器

### ムビラ
ムビラはジンバブエ音楽の不可欠な部分である。音楽学者によって、体鳴楽器ファミリーの一部であるラメラフォンとして分類され、木の板 (多くの場合、共鳴器が取り付けられている) やタインなど、自然界に見られるものから作られている。デゼ(ひょうたん共鳴器) で頻繁に演奏され、音を増幅し、縁の周りに配置されたシェルまたはボトル・キャップを使用して増強する。多くの場合、打楽器である宝生と一緒に演奏されるムビラは、人々が宗教儀式、結婚式、その他の社交の集まりで演奏する重要な楽器であることがよくある。ムビラは、先祖の霊を呼び寄せるために使用される伝統的なビラ式で中心的な役割を果たす。
楽器は彼らの宗教的儀式の中心的な部分である。ムビラの最も重要な機能は、儀式の間の「精霊への電話」であるという考えである。それは、生きている先祖と亡くなった先祖、古代の部族の守護者、または守護霊の間のコミュニケーションの唯一の方法である。ムビラはこれらの精霊に、干ばつのときに雨を降らせ、洪水のときに雨を止め、供物を受け取り、許しを請い、太陽によって作物が被害を受けたときに雲をもたらすように頼む必要がある。これらの楽器は土地の資源から作られ、先住民族を土地に結びつけ、この深いつながりは、植民地主義の発展にもかかわらず、ジンバブエのコミュニティがムビラ音楽の伝統を継続するのに役立っている。
この楽器が奏でる音は、雨や水道の音を忠実に再現し、「鈴のような」豊かで躍動的な音色を奏でる。音には特別な存在感があり、聞くだけで音楽を感じる人も存在する。浸透すると同時に温め、リスナーの関与を即座に捉え、そのムードに引き込む。演奏する曲はアーティストによって異なるが、この楽器を演奏する特定の方法は無い。演奏される音楽は、演奏者の創造的な表現をサポートする精巧さとバリエーションに関するものである。

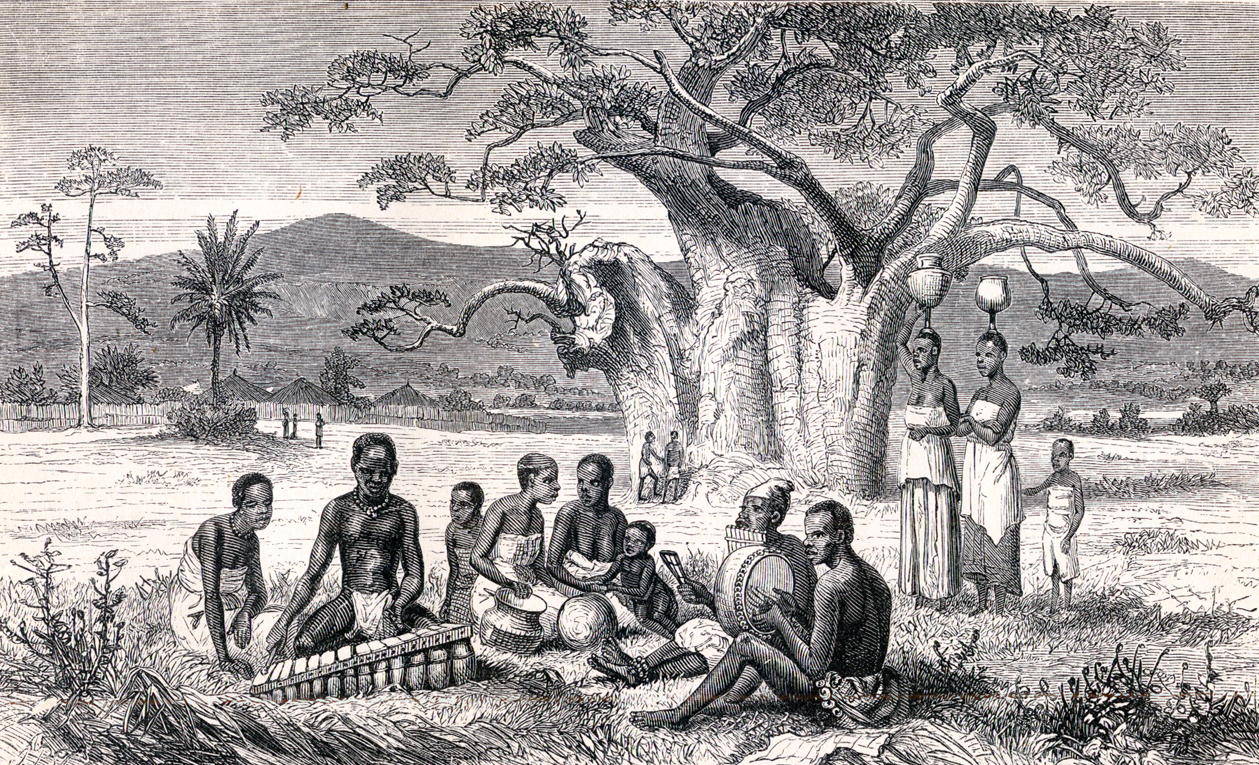
1865年の本のムビラ奏者と他のミュージシャン

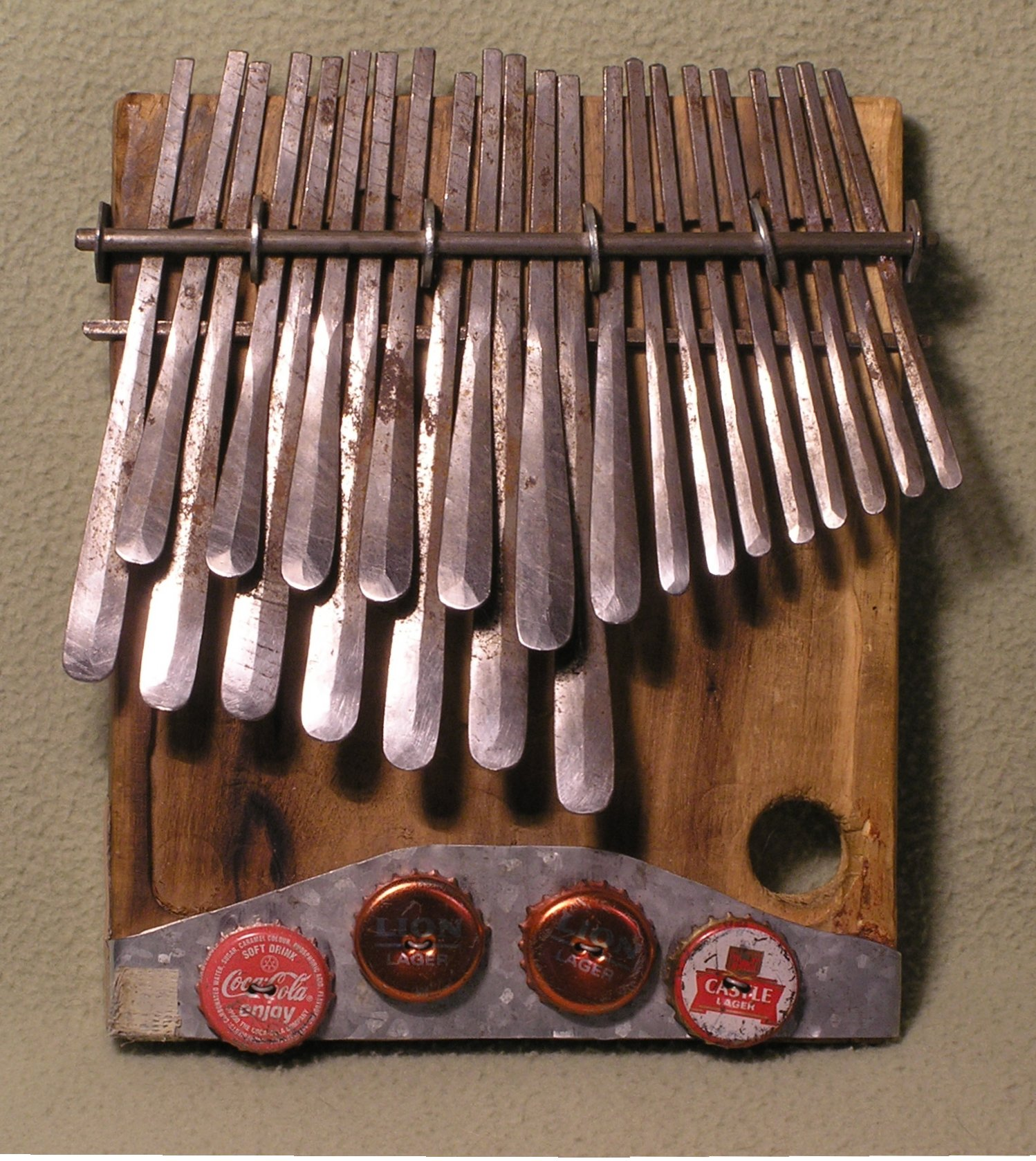
ムビラ・ザヴァジム

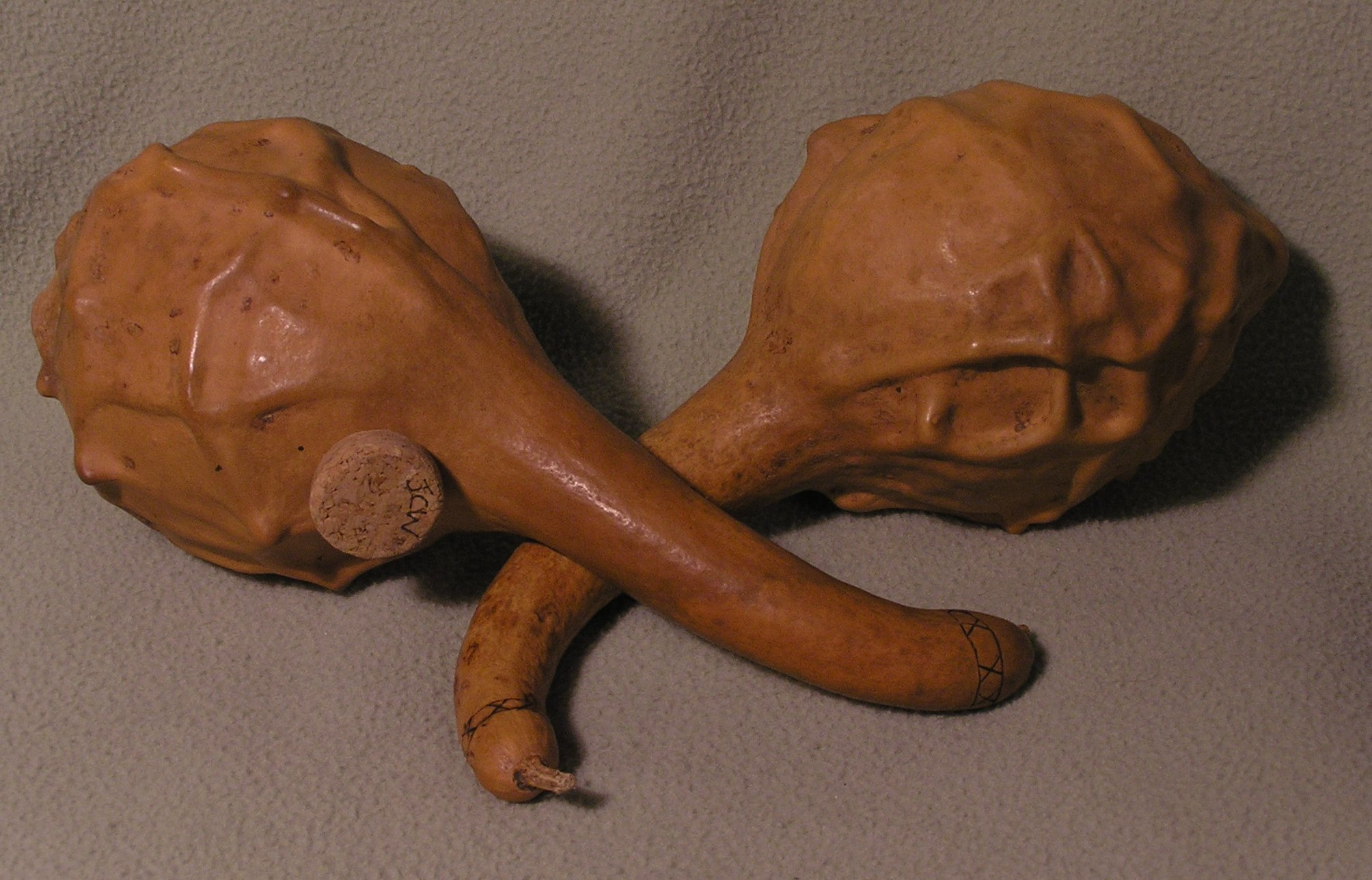
ムビラ音楽の伴奏に一般的に使用されるホショ

音楽学者のヒュー・トレーシーは、ムビラは1930年代に絶滅の危機に瀕していると考えていたが、この楽器は60年代から70年代にかけて復活し、ワールドミュージックシーンを通じて国際的な支持を得ている。有名なムビラ奏者には、ドゥミサニ・マライア、エファット・ムジュル、ステーラ・チウェーシェ、チャートウェル・ドゥティロ、ムブヤ・ディョコ、コスマス・マガヤ、トゥテ・チガンバ、フォワード・クウェンダ、チウォニソ・マライアなどが存在する。
ジンバブエや世界中には、ジンバブエ固有の楽器を取り入れたポップ・ミュージックも存在する。たとえば、バンド「パンジェア」を率いるムビラ奏者のクリス・ベリーは、ジンバブエとモザンビークでプラチナ・レコードの売り上げを達成し、伝統的なムビラのリズムとメロディーに基づいた音楽スタイルを演奏しているが、他のさまざまな楽器やスタイル (ヒップホップやダンスホールなど) を取り入れている。 トーマス・マプフモは、同じバンドでギター、ドラム、西洋スタイルのボーカル、ムビラを含む彼のジャンルのチムレンガ音楽を普及させたことで広く知られている。マプフモはまた、伝統的なムビラのセリフをエレキギターで演奏するように編曲したことでも有名である。ムビラは、テンダイ・マライレ (伝統的なムビラ奏者ドゥミサニ・マライレの息子) によって、高く評価されているアメリカのヒップホップ・デュオシャバズ・パレセズの音楽に組み込まれている。

### マリンバ
マリンバは、ブラワヨのクワノンゴマ・アフリカ音楽大学が採用した1960年代初頭に、ジンバブエ音楽に導入された。大学の創設者は、マリンバが国の音楽的発展を後押しできると考え、現在クワノンゴマ・マリンバとして知られているモデルを設計した。ジンバブエのマリンバまたはクワノンゴマ・マリンバは現在、ジンバブエ文化の一部と見なされている。
最初のジンバブエのマリンバは、1962年にネルソン・ジョーンズによって作られた。しかし、使用されている木材は柔らかすぎた。翌年、ジョサイア・シエンベ・マテは、ザンビア南西部で一般的なセリンバと呼ばれるロジ楽器を使い始めた。オリジナルのセリンバは11キーの楽器であった。マテは後にソプラノ、テナー、バスを製作した。キーにはムクワ材を使用した。
マイケル・ブフルは、クワノンゴマ・マリンバの最初のセットを作成した。 エアポート・ムフランガは、この楽器の最初のレパートリーを作曲した。

## ブラワヨ
ブラワヨ市を含むジンバブエ南西部のンデベレが優勢な地域は、ジンバブエ音楽の発展に貢献してきた。 1950年代の影響力のあるギタリスト、ジョージ・シバンダはアフリカ全土に支持者を持ち、世界中で歌われているヒット曲グアビ・グアビの作詞者で、ドロシー・マスカは南アフリカのジャズ・シーンの主要なプレーヤーであった。しかし、ジンバブエ国内でこの地域で最も人気のあるパフォーマーの中には、1980年代のンデベレ・ポップセンセーションのラブモア・マジャイバナがいた。活動しているンデベレのミュージシャンは、ブラック・ウンフォロシ、インシンギジ・マジャハウォドワ・ンドロブ、サンドラ・ンデベレ、ルワジ・ツァバング、クックスマン、ゴー・ボーイズ、アチュジ、ベアテ・マンゲテ、ブサ・ムハヤ、アフリカ・リベンジ、ラマドゥなど。ジンバブエでのブラワヨのアーティストの周縁化により、南アフリカ音楽の影響が支配的になり、1996年にゴーボーイズによって開拓されたブラワヨでクワイト音楽が出現し、GTI、Achuzi、Amagangsters、Cal Vinなどのアーティストなどのグループが登場した。 1940年代と1950年代にブラワヨでジャズのブランドが作られ、南ローデシアの冷蔵倉庫委員会のアフリカン・ダンス・バンドと共にアウグスト・ムサルルワによって人気を博した。彼は伝説的な曲シコキアナを録音し、ルイ・アームストロングや他の多くの人によってアメリカで録音された。

## 歌詞
ジンバブエのミュージシャンの歌詞には、家族や社会全体で良い社会的価値を守ることへの励ましが含まれている。このような歌詞は、オリバー・ムトゥクジ、サイモン・チンベツ、スルマン・チンベツ、ハラレの10ピースのアフロ・フュージョン・バンド、ネホレカ、ルイス・ムランガ、ジョン・チバドゥラ、スティーブ・マコニ、ブンドゥ・ボーイズなどのアーティストの歌に見ることができる。しかし、トーマス・マプフモの歌詞は政治的であり、リーダーシップだけを称賛し、悪い統治に立ち向かうことを奨励している。彼のアルバムの多くは、蜂起や解放戦争を意味する単語「チムレンガ」にちなんで名付けられている。彼の音楽はZANU-PF政府の怒りを買い、国営のラジオやテレビでの彼の音楽のほとんどが禁止された。印象的な歌詞を持つもう1人のミュージシャンは、チャゼゼサ・チャレンジャーズの故システム・タズヴィダである。彼の歌詞は主に愛と人間関係を中心にしており、Anodyiwa Haataure 、 Ukarambwa Usachema 、 Vanotipedzera Mashoko 、 Dai Hanzvadzi Yairoorwaなどの曲で人気を博した。アーバン・グルーヴス・スタイルの出現により、歌詞の内容はアメリカのR&B、ヒップホップ、ポップ・ミュージックに近いものへと変化した。これらは、ジンバブエの若い世代の間で支持を集めている。あるアーティスト、マスキリは、エミネムの物議を醸す歌詞のスタイルを模倣することで知られている。

## アーバン・グルーヴズ
1990年代後半から2000年代前半にかけて音楽シーンに登場したアーバン・グルーブズは、アメリカのラップ、ヒップホップ、R&B、ソウル、その他の国際的な音楽ジャンルを取り込み、伝統的なジンバブエの音楽と融合することがよくある。
Sanii Makhalima、Alexio Kawara、 Roy and Royce 、David Chifunyise、 Leonard Mapfumo 、 Roki 、Stach、Betty Makaya、Extra Large、 Maskiri 、Kactus、Nehoreka などのアーティストが新しいジャンルの基礎を築き、若者の間で人気が高まった。このスタイルは、当時有効だった 100%ローカル・コンテンツ・ポリシーによって助けられた。このポリシーでは、すべてのラジオ局がジンバブエのアーティストによる音楽のみを再生する必要があった。
Trevor Dongo、Drum Dada、Q Montana、 Mokoomba、Nehorekaなどの第2世代のアーティストが最近注目を集めている。